# La Angostura (Michoacán)
La Angostura es una localidad del estado mexicano de Michoacán. Es parte del municipio de Vista Hermosa.

## Demografía
| Gráfica de evolución demográfica |
|                                  |

| Censo | Población |
| ----- | --------- |
| 1900  | 158       |
| 1910  | 412       |
| 1921  | 264       |
| 1930  | 707       |
| 1940  | 1176      |
| 1950  | 1560      |
| 1960  | 1980      |
| 1970  | 2515      |
| 1980  | 1721      |
| 1990  | 1836      |
| 2000  | 1536      |
| 2010  | 1467      |
| 2020  | 1410      |